# Elezioni comunali in Basilicata del 2011
Le elezioni comunali in Basilicata del 2011 si sono tenute il 15 e 16 maggio (con ballottaggio il 29 e 30 maggio).

## Potenza

### Melfi
| Candidati                     | Candidati                | II turno             | II turno           | I turno | I turno | Liste                   | Voti   | %     | Seggi |
| Candidati                     | Candidati                | Voti                 | %                  | Voti    | %       | Liste                   | Voti   | %     | Seggi |
| ----------------------------- | ------------------------ | -------------------- | ------------------ | ------- | ------- | ----------------------- | ------ | ----- | ----- |
|                               | Livio Valvano ✔️ Sindaco | 5 678                | 62,88              | 5 684   | 49,20   | Partito Democratico     | 2 101  | 18,52 | 4     |
| Partito Socialista Italiano   | Livio Valvano ✔️ Sindaco | 5 678                | 62,88              | 5 684   | 49,20   | 1 946                   | 17,15  | 3     |       |
| Unione di Centro              | Livio Valvano ✔️ Sindaco | 5 678                | 62,88              | 5 684   | 49,20   | 1 616                   | 14,24  | 3     |       |
| Italia dei Valori             | Livio Valvano ✔️ Sindaco | 5 678                | 62,88              | 5 684   | 49,20   | 658                     | 5,80   | 1     |       |
| Sinistra Ecologia Libertà     | Livio Valvano ✔️ Sindaco | 5 678                | 62,88              | 5 684   | 49,20   | 494                     | 4,35   | –     |       |
|                               | Filomena Sassone         | 3 352                | 37,12              | 2 632   | 22,78   | Io Amo l'Italia         | 977    | 8,61  | 2     |
| Insieme per la Città          | Filomena Sassone         | 3 352                | 37,12              | 2 632   | 22,78   | 532                     | 4,69   | 1     |       |
| Movimento per le Autonomie    | Filomena Sassone         | 3 352                | 37,12              | 2 632   | 22,78   | 332                     | 2,93   | –     |       |
| Costruiamo l'Avvenire         | Filomena Sassone         | 3 352                | 37,12              | 2 632   | 22,78   | 21                      | 0,19   | –     |       |
| Seggio di coalizione          | Seggio di coalizione     | Seggio di coalizione | 37,12              | 2 632   | 22,78   | 1                       |        |       |       |
|                               | Giuseppina Carbone       | Giuseppina Carbone   | Giuseppina Carbone | 2 033   | 17,60   | Il Popolo della Libertà | 1 124  | 9,91  | 1     |
| Giovani della Libertà         | Giuseppina Carbone       | Giuseppina Carbone   | Giuseppina Carbone | 2 033   | 17,60   | 511                     | 4,50   | –     |       |
| Energia Giovani               | Giuseppina Carbone       | Giuseppina Carbone   | Giuseppina Carbone | 2 033   | 17,60   | 221                     | 1,95   | –     |       |
| Seggio di coalizione          | Seggio di coalizione     | Seggio di coalizione | Giuseppina Carbone | 2 033   | 17,60   | 1                       |        |       |       |
|                               | Fernando Stabile         | Fernando Stabile     | Fernando Stabile   | 592     | 5,12    | Popolari Uniti (A)      | 184    | 1,62  | –     |
|                               | Barbara Sassone          | Barbara Sassone      | Barbara Sassone    | 484     | 4,19    | Vivi Libero             | 328    | 2,89  | –     |
|                               | Donato Canzoniero        | Donato Canzoniero    | Donato Canzoniero  | 129     | 1,12    | Popolari UDEUR          | 91     | 0,80  | –     |
| Totale                        | Totale                   | 9 030                | 100                | 11 554  | 100     |                         | 11 346 | 100   | 16    |
|                               |                          |                      |                    |         |         |                         |        |       |       |
| Fonte: Ministero dell'interno |                          |                      |                    |         |         |                         |        |       |       |

## Matera

### Pisticci
| Candidati                     | Candidati                | II turno               | II turno               | I turno | I turno | Liste                         | Voti   | %     | Seggi |
| Candidati                     | Candidati                | Voti                   | %                      | Voti    | %       | Liste                         | Voti   | %     | Seggi |
| ----------------------------- | ------------------------ | ---------------------- | ---------------------- | ------- | ------- | ----------------------------- | ------ | ----- | ----- |
|                               | Vito Di Trani ✔️ Sindaco | 4 886                  | 54,84                  | 2 754   | 25,88   | Forum Democratico             | 1 491  | 14,56 | 6     |
| Unione di Centro              | Vito Di Trani ✔️ Sindaco | 4 886                  | 54,84                  | 2 754   | 25,88   | 886                           | 8,65   | 3     |       |
| Popolari Uniti                | Vito Di Trani ✔️ Sindaco | 4 886                  | 54,84                  | 2 754   | 25,88   | 389                           | 3,80   | 1     |       |
|                               | Andrea Badursi           | 4 023                  | 45,16                  | 1 895   | 17,81   | Partito Democratico           | 939    | 9,17  | 1     |
| Patto Democratico             | Andrea Badursi           | 4 023                  | 45,16                  | 1 895   | 17,81   | 630                           | 6,15   | –     |       |
| Alleanza per l'Italia         | Andrea Badursi           | 4 023                  | 45,16                  | 1 895   | 17,81   | 494                           | 4,82   | –     |       |
| Seggio di coalizione          | Seggio di coalizione     | Seggio di coalizione   | 45,16                  | 1 895   | 17,81   | 1                             |        |       |       |
|                               | Rossana Florio           | Rossana Florio         | Rossana Florio         | 1 754   | 16,48   | Italia dei Valori (A)         | 985    | 9,62  | 1     |
| Rinnovamento Democratico      | Rossana Florio           | Rossana Florio         | Rossana Florio         | 1 754   | 16,48   | 510                           | 4,98   | 1     |       |
| Partito Socialista Italiano   | Rossana Florio           | Rossana Florio         | Rossana Florio         | 1 754   | 16,48   | 395                           | 3,86   | –     |       |
| Federazione della Sinistra    | Rossana Florio           | Rossana Florio         | Rossana Florio         | 1 754   | 16,48   | 197                           | 1,92   | –     |       |
| Seggio di coalizione          | Seggio di coalizione     | Seggio di coalizione   | Rossana Florio         | 1 754   | 16,48   | 1                             |        |       |       |
|                               | Domenico Lazazzera       | Domenico Lazazzera     | Domenico Lazazzera     | 1 384   | 13,00   | Futuro e Libertà per l'Italia | 915    | 8,93  | –     |
| Decidi il Futuro              | Domenico Lazazzera       | Domenico Lazazzera     | Domenico Lazazzera     | 1 384   | 13,00   | 271                           | 2,65   | –     |       |
| Seggio di coalizione          | Seggio di coalizione     | Seggio di coalizione   | Domenico Lazazzera     | 1 384   | 13,00   | 1                             |        |       |       |
|                               | Rocco Caramuscio         | Rocco Caramuscio       | Rocco Caramuscio       | 754     | 7,08    | Lista dei Cittadini           | 481    | 4,70  | –     |
|                               | Giuseppe Miolla          | Giuseppe Miolla        | Giuseppe Miolla        | 709     | 6,66    | Sinistra Ecologia Libertà     | 565    | 5,52  | –     |
|                               | Nicola Panetta           | Nicola Panetta         | Nicola Panetta         | 578     | 5,43    | Il Popolo della Libertà       | 521    | 5,09  | –     |
|                               | Marco Toscano            | Marco Toscano          | Marco Toscano          | 464     | 4,36    | Sui-Generis                   | 321    | 3,13  | –     |
|                               | Rocco Salvatore Grieco   | Rocco Salvatore Grieco | Rocco Salvatore Grieco | 351     | 3,30    | Democrazia Cristiana          | 252    | 2,46  | –     |
| Totale                        | Totale                   | 8 909                  | 100                    | 10 643  | 100     |                               | 10 242 | 100   | 16    |
|                               |                          |                        |                        |         |         |                               |        |       |       |
| Fonte: Ministero dell'interno |                          |                        |                        |         |         |                               |        |       |       |